# Perischoechinoidea
Perischoechinoidea is de naam die wel werd gegeven aan een groep van zee-egels in de rang van onderklasse. Het betreft een parafyletische groep, en de naam wordt niet meer geaccepteerd.

## Onderverdeling
- Orde Cidaroida
- Orde Bothriocidaroida †
- Orde Echinocystitoida †
- Orde Megalopoda †
- Orde Palaechinoida †